# Djurak (Astracan)
|  | Per a altres significats, vegeu «Djurak». |

Djurak (en rus: Джура́к) és un poble (un possiólok) de l'óblast d'Astracan, a Rússia, segons el cens del 2014 tenia 236 habitants.